# アダム・ウォルシュ殺人事件
アダム・ウォルシュ殺人事件は、6歳の少年アダム・ウォルシュ（1974年11月14日 - 1981年7月27日頃）がフロリダ州ハリウッドのショッピングモールにあるシアーズ百貨店で誘拐され、殺害された事件である。誘拐から2週間後、ウォルシュの切断された頭部がインディアンリバー郡の田舎の排水路で見つかった。この事件は全米の注目を集め、1983年には本件を題材としたテレビ映画『アダムを返して/愛は限りなく』が放送され、3800万人に視聴された。
アダムの父、ジョン・ウォルシュは暴力事件の犠牲者の会の主催になり、テレビ番組『アメリカズ・モスト・ウォンテッド』の司会に就き、『In Pursuit with John Walsh」の司会も務めた。別の事件で有罪判決を受けた連続殺人犯オティス・トゥールがアダムの殺害を自供したが、証拠の紛失があり、トゥールが後になって自供を取り消したため、この事件では有罪になっていない。トゥールは収監中に肝不全により1996年9月15日に死去した。それ以来、新しい証拠が見つからず、警察は2008年12月16日にウォルシュ事件の捜査終了し、トゥールが殺人犯という結論に至ったと声明を出した。

## 事件の時系列

### 誘拐と殺害
1981年7月27日の午後、アダムは母親のレーヴ・ドリューの買い物に同行し、ハリウッドモールのシアーズの北口から中に入る。レーヴがセール中のランプについて問い合わせている間、子供たちが展示品のAtari 2600で順番で遊んでいる店にアダムを残していった。午後12時15分頃、レーヴがランプ売り場で用事を済ませて戻ると、アダムも他の子供たちもいなかった。店長が言うには、順番を巡って喧嘩が始まり、警備員が店から立ち去るよう命じていた。警備員は年長の子供に親は一緒に来ているのかと尋ねると、彼らは子供だけで来ていると答えている。後にアダムの両親は、子供たちは恥ずかしくて警備員に説明できず、警備員はアダムが他の子供の仲間だと思い、彼らと一緒にアダムをシアーズの西側ドアから出て行かせたのではないかと推測している。両親は、他の少年たちがバラバラに散っていったあと、店の外の不慣れな場所に取り残されたのだろうと考えている。おもちゃ売り場でアダムが見つからず、レーヴは場内アナウンスで繰り返しアダムを呼び出し、店中を探し続けた。偶然、彼女は義母ジーンと出会い、彼女も一緒に探した。探し始めて90分が過ぎてもアダムが見つからないため、午後1時55分にレーヴは警察に通報した 。
8月10日、刑事のラフル・E・ラティマーとインディアンリバー郡の保安官代理が、ハリウッドから210キロ近く離れた排水路で切断された頭部を発見した。インディアンリバー郡とセントルーシー郡のダイバーが運河を捜索している。8月11日の朝、ジョンとレーヴは全国放送の番組に出演し、アダムが生きている希望を捨てていないとし、アダムの生還に結びつく情報に10万ドル（2022年の32万1889ドル相当）の報奨金がかけられた。その直後、遺体はアダムのものと特定された。
検視の結果、アダムの死因は窒息であった。遺体の状況からアダムは頭部が発見される数日前に死んでいた。彼の残る遺体は見つかっていない。頭部は捜査が終了する2008年まで死体安置所に保管されていた。

### 捜査
ハリウッド市警は、行方不明の捜索と殺人事件の捜査で失態を重ねている。
捜査が始まって間もなく、アダムを誘拐したのは流れ者のオティス・トゥールという結論に至っている。彼はアダムが警備員に出ていくよう促されたシアーズのドアの付近にいた。トゥールはおもちゃとお菓子でアダムを誘い、車に乗せて彼の自宅のあるジャクソンビルに向かった。トゥールによれば、最初は大人しく従順だったが、車で移動しているうちにパニックになったという。アダムの顔を殴ったものの、大人しくならなかったので気を失うまで酷く殴った。意識を失っている間に、トゥールはターンパイクで北に向かい、人通りの少ない道に向かう。アダムが息をしているのを知ると、シートベルトで首を絞めて殺して、遺体を引きずり出してマチェテで首を切断した。その後、ジャクソンビルに戻り、古い冷蔵庫に入れてアダムの遺体を焼いている。トゥールはアダムを息子として育てたかったが、それが無理だと気付いたと述べている。トゥールの車から血痕が見つかっているが、誰のものか特定には至っていない。最終的に警察は、その血痕のついた車のカーペット、マチェテ、さらには車そのものまで紛失している。トゥールは連続殺人犯のヘンリー・リー・ルーカスの腹心とも言える友人で、ルーカスと同様、トゥールも繰り返しアダム殺害を自供したが、その後、供述を撤回している。
トゥールはアダムの事件で訴追されることはなかったが、どのように殺害したかを詳細に説明している。2019年ネットフリックスのドラマ "The Confession Killer" では、明らかに取調官から得た事件の情報で、後になって関与を否定している場面が含まれている。アダムが失踪した前後に、トゥールがハリウッドエリアにいた証言が複数ある。1996年9月、別の事件で受けた終身刑で収監中に肝硬変で死んだ。49歳。彼の姪がジョン・ウォルシュに、死の間際にアダムの殺人を告白したと言っている。彼の告白は、彼とルーカスが告白した（あるいは関与した）とされる200件以上の殺人事件と同様に、信頼の薄いものとされている。ルーカスの自白の多くはテキサス・レンジャーが強いたものと明らかになっている。
1997年、ハリウッド署の署長リック・ストーンは、ジョン・ウォルシュの本が出版されたあとに、証拠の詳しい調査を行った。その当時、ストーンはダラスとウィチタで22年の警察勤務から、前年にハリウッド署の署長に任命されたところだった。事件から再調査までに16年経っていたが、彼はハリウッド署の刑事が録音していたトゥールへの尋問も証拠に含めて調査しており、"合理的な疑いを超えた"証拠を見つけたと言っている。ストーンは、トゥールとルーカスが自供したことを後になって取り消すことで名高い連中であることに注目している。
2007年、ウィスコンシンで多くの少年を殺したジェフリー・ダーマーも容疑者の一人だったという噂が拡散した。ダーマーの逮捕直後に彼の父がジョン・ウォルシュの番組に電話して、自分の息子は小児性愛者だと思うと語っている。アダムの事件当時、ダーマーはマイアミビーチに住んでいて、アダムが誘拐されたときには現場のショッピングモールにいたという2件の目撃証言がある。1つは、見知らぬ男がモールに入っていくのを見たと言うもので、もう一つは、金髪で顎が突き出た若い男が暴れる子供を青いバンに押し込んで急いで立ち去るのを見たというものである。どちらの証言者もダーマーの逮捕後に公開された写真を見て、彼があの日見た人物だと確認した。当時ダーマーが働いていた配達業者では青いバンが使われていたことも明らかになっている。彼が獲物とした被害者は少年から若い成年（最年少でアダムより8歳上）で、彼の手口には、被害者の頭部を切断したものも含まれる。1992年にアダム・ウォルシュの事件についてインタビューを受けたダーマーは、繰り返し事件への関与を否定して、"私は、私が殺した全員について、どうやって調理して食べたかまで、何もかも話している。なのに、どうして自分がやったことを他の誰かのせいにするの？"と言っている。しかし、アダムの事件を認めると小児性愛者として刑務所内で殺されるのを恐れていたのではないかとインタビューでは説明されている。噂が拡がってため、ジョン・ウォルシュはジェフリー・ダーマーがアダムの誘拐と殺人に関与した証拠は何も見つかっていないと声明を出した。
2008年12月16日、ハリウッド警察の署長チャド・ワグナーは友人であるジョン・ウォルシュと共に、事件の捜査の終了を公表する中で、外部の調査も終わり、事件はトゥールによるものと納得していると説明している。

## 事件の影響

### 子供たちの発見
1983年10月10日、本件を題材としたテレビ映画『アダムを返して/愛は限りなく』が放送され、3800万人の視聴者を集めた。同作は1983、84、85年の合計3回放送され、そのたびに、行方不明の子どもについて紹介された。ホットラインが設けられ、捜査の手がかりに使われた。55人の子供たちが紹介され、そのうち13人が発見される。 アメリカのラッパー、ビジー・ボーンも幼少期に継父に誘拐されていた際、番組を見たベビーシッターの通報で母親のもとに戻されている。

### 子供の失踪に対する法整備と組織編成
1984年、ウォルシュや他の失踪した子供の親たちの活動もあり、子供の失踪への支援法（the Missing Children's Assistance Act）がアメリカ合衆国議会を通過した。これにより、全米行方不明・被搾取児童センター (NCMEC) が組織された。
アダムを追悼してCode Adamと名付けられたデパートで迷子になった子供を助ける基準も出来た。2006年7月25日にアメリカ合衆国議会は"Adam Walsh Child Protection and Safety Act" を可決し、27日に当時の大統領ジョージ・ブッシュが法令にサインしている。ホワイトハウスで署名式典が開かれ、ジョンとレーヴも参列している。この法により、全米規模の児童性犯罪者のデータベースが設立され、子供に対する性的または暴力的な犯罪が厳罰化された。また、これにより子供を食い物にする犯罪者と共犯者の訴訟もRICO法に加えられる。
2006年に成立したアダム・ウォルシュ法に予算を配分して続けることを旨とする再承認法が2016年10月7日に当時の大統領バラク・オバマのサインで成立した。

### 社会的影響
本件とテレビ映画『アダムを返して/愛は限りなく』の放送で注目が集まったことで、1980年代半ばに、よそ者による誘拐パニックが発生した。この騒ぎは実際に発生する殺人事件より大げさに扱われている可能性があり、それが何十年経っても続いている。犯罪学者のリチャード・モーガンは "事件によって子供たちは竦み上がり、親は被害妄想に囚われた。子供たちは外に出てスティックボールで遊んぶ約束をしていたのが、今ではすべての遊ぶ約束も生活も親が手配してコントロールしている。恐怖は今も残っている" と述べている。NCMECが設立された当初の推計では、毎年20,000人の子供が見知らぬ人に誘拐されおり、公共サービスが危険な場所と認知されたと伝えている。1986年のピューリッツァー賞が暴露したことで、"数の隔たり"が議論の的になっている。例えばFBIの発表では1984年の見知らぬ者による誘拐は67件とされている。1988年までに、NCMECの推計が80％減らされたものの、"初期の推計は独り歩きしたものだ"としている。子供の誘拐に関する研究1990は、99％の誘拐は身内によるものだとしている。2000年から2015年の間、携帯電話で助けを呼ぶなど、新しい技術の登場で行方不明になって遺体で見つかった子供の数は減っている。